# I nöd och lust (1938)
I nöd och lust är en svensk film från 1938 med regi och manus av Ivar Johansson. I rollerna ses bland andra Sten Lindgren, Mona Mårtenson och Rolf Botvid.

## Om filmen
Inspelningen ägde rum 1937-1938 i trakten av Jokkmokk, Riksgränsen, Bjørnfjell och den norska kusten, Grönland samt i Europafilms studio i Sundbyberg. Fotografer var Harald Berglund och Leo Hansen och klippare Emil A. Lingheim. Erik Baumann komponerade originalmusik till filmen och i övrigt användes "Men Herren tillslöt graven" av Hans Kugelmann och "Pastorale" av Rogelio Huguet y Tagell och Henry Verdun. Filmen hade urpremiär den 12 september 1938 på biografen Saga i Stockholm.

## Handling
Fångstmannen Olaf Ruud sitter och vakar över sin hustru Anna som är allvarligt sjuk. Han börjar titta i en gammal loggbok och minns tillbaka hur det var 30 år tidigare.

## Rollista
- Sten Lindgren – Olaf Ruud, fångstman
- Mona Mårtenson – Anne Ruud, Olafs hustru
- Rolf Botvid – Erik Ruud, Olafs och Annes son
- Sven Bergvall – Halvorsen, kapten på sälfångaren Veslekari
- Bror Olsson – Valdus, doktorn
- Martin Ericsson – prästen
- Märta Dorff – sjuksystern
- Linnéa Hillberg – mor Olsen
- Irene Kyriakidis – Olsens Marie, mor Olsens äldsta dotter
- Leo Hansen – Leo Hansen
- Christian Sørensen – Christian, Leos vän
- Henning Ohlsson – Erling

Ej krediterade
- Inga Gustafsson – Ragnvi, mor Olsens yngre dotter
- Birger Åsander – besättningsman

### Fotnoter
1. 1 2 3  ”I nöd och lust”. Svensk Filmdatabas. http://sfi.se/sv/svensk-filmdatabas/Item/?itemid=3858&type=MOVIE&iv=Basic&ref=/templates/SwedishFilmSearchResult.aspx?id%3d1225%26epslanguage%3dsv%26searchword%3di+n%C3%B6d+och+lust%26type%3dMovieTitle%26match%3dBegin%26page%3d1%26prom%3dFalse. Läst 22 april 2013.